# Maki Gotō

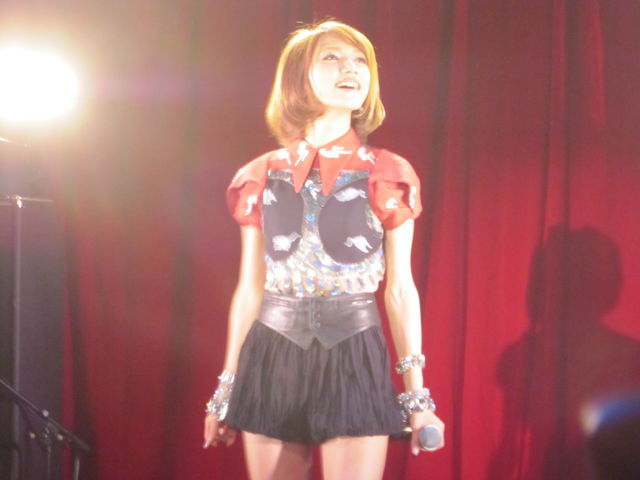
Maki Gotō auf ihrem „Premium Live“ (2010)

Maki Gotō (japanisch 後藤 真希, Gotō Maki; * 23. September 1985 in Edogawa, Präfektur Tokio) ist eine J-Pop-Sängerin, Songwriterin und ehemalige Schauspielerin, welche auch als Model arbeitet. Sie debütierte 1999 als Mitglied von Morning Musume. Ihre erste Single mit der Gruppe, „Love Machine“, schaffte es an die Spitze der Oricon-Charts und verkaufte sich über eine Million Mal allein in Japan. 2002 verließ sie die Gruppe, um als Solistin im Hello! Project zu starten. Ihre Debütsingle aus dem Jahr 2001, „Ai no Bakayarō“, verkaufte sich über 400.000 Mal und ist bis heute die erfolgreichste Single einer Solo-Künstlerin im Hello! Project.
Im Jahre 2007 verließ sie das Hello! Project und unterschrieb 2008 einen Plattenvertrag bei Rhythm Zone, einem Label von Avex Trax. Von 2012 bis 2014 zog sie sich in ihr Privatleben zurück. Nach ihrem Comeback veröffentlichte sie jedoch keine neue Musik, sondern arbeitet überwiegend als Model und Youtuberin.

## Karriere
Bereits vor ihrem Debüt bei Morning Musume arbeitete Gotō an einem Debüt im Unterhaltungsgeschäft. Sie besuchte die Masaaki Hirao Music School und gab bei einem Festival an, dass sie als Sängerin durchstarten möchte. Im August 1999 wurde sie als neues Mitglied bei Morning Musume vorgestellt. Gotō wurde schnell zum Publikumsliebling und übernahm von ihrem Debüt an den Hauptgesang. Kurze Zeit nach ihrem Debüt gründete sie mit ihren Mitstreiterinnen Kei Yasuda und Sayaka Ichii die Gruppe Petitmoni. Ihre Debütsingle „Chokotto LOVE“ ist die meistverkaufte Single im Hello! Project, die nicht von Morning Musume veröffentlicht wurde, und verkaufte sich über eine Million Mal.
Im Jahr 2001 startete Gotō ihre Solokarriere, für die sie ein Jahr später Morning Musume verließ. Seitdem war sie in verschiedenen Untergruppen im Hello! Project tätig, unter anderem in Nochiura Natsumi, DEF.DIVA und Gomattou. In dieser Zeit stand sie zudem für verschiedene Filme vor der Kamera und spielte in Theaterstücken mit.
Im Oktober 2007 wurde überraschend angekündigt, dass Gotō dass Hello! Project verlassen würde. Sie und ihr Management waren uneinig darüber, welchen Weg sie als Sängerin einschlagen sollte. Zudem fand zur selben Zeit ein Gerichtsverfahren gegen ihren Bruder, Yuki Gotō, statt. Mit ihrem Abschied verschwand sie für die Zeit des Verfahrens aus der Öffentlichkeit. Schon kurz nach ihrem Abgang wurden jedoch Gerüchte laut, dass sich Avex für Gotō interessierte. Im Juni 2008 wurden diese Gerüchte bestätigt und Gotō stand bei Avex unter Vertrag. Ihre erste, digitale Single folgte jedoch erst 2009. In der Zwischenzeit arbeitete die Sängerin am SWEET BLACK Project, einer Kooperation zwischen J-Wave, Avex und Mixi. Sie moderierte in diesem Rahmen das erfolgreiche Radioshow-Segment SWEET BLACK Girls. Gleichzeitig wurde auf Youtube eine Dokumentation über ihr alltägliches Leben als Sängerin ausgestrahlt. 2010 folgte ihr offizielles Debüt unter Aves mit den Mini-Album „ONE“. Ein Jahr später gab sie jedoch bekannt, sich ab 2012 zeitweise aus dem Unterhaltungsgeschäft zurückzuziehen. Die Ankündigung kam wenige Monate nach dem Tod von Gotōs Mutter. In der Zeit bis zu ihrer Pause kooperierte sie wieder vermehrt mit dem Hello! Project. So war sie ein Überraschungsgast bei einem Konzert von Dream Morning Musume, während die Gruppe im Gegenzug bei Gotōs letztem Bühnenauftritt mitwirkte.
Während ihrer Pause kam Gotō noch zwei Mal zurück: Zum letzten Konzert von Dream Morning Musume 2012 und zur Erscheinung des Videospiels Monster Hunter im Jahr 2013. Im Juni 2014 feierte sie ihr offizielles Comeback. Seitdem arbeitet sie als Redakteurin, Model und tritt bei verschiedenen Musik-Veranstaltungen auf, unter anderem mit Morning Musume, aber auch mit AKB48. Seit April 2020 betreibt sie zudem zwei Youtube-Kanäle; einen für Videospiele und einen über Lifestyle.

## Privates
Aufgrund ihres Erfolges bei Morning Musume wurde Gotō schon früh von den japanischen Medien beobachtet und verfolgt. Sie ist Vollwaisin und hat einen jüngeren Bruder und zwei ältere Schwestern.
Im Jahre 1996 starb Makis Vater infolge eines Absturzes beim Bergsteigen. Ihr jüngerer Bruder Yūki Gotō (後藤 祐樹) ist ein ehemaliges Mitglied der Gruppe EE Jump. Nach verschiedenen Regelverstößen wurde er jedoch der Gruppe verwiesen und kam 2007 in die Schlagzeilen, nachdem er auf eine Baustelle eingebrochen war und Kabel im Wert von einer Million Yen gestohlen hatte.
Am 23. Januar 2010 fiel Makis Mutter, Tokiko Gotō, um 23 Uhr vom dritten Stockwerk ihrer Wohnung in Edogawa, Tokio. Sie wurde ins Krankenhaus gebracht, wo sie allerdings mit 55 Jahren an ihren Verletzungen in den frühen Morgenstunden des 24. Januars verstarb. Die Polizei sagte, dass sie betrunken war und ein Selbstmord nicht auszuschließen sei.
Am 22. Juli 2014 gab Gotō auf ihrem Blog bekannt, einen alten Freund geheiratet zu haben. Mit ihm hat sie zwei Kinder. 2019 berichtete die Boulevardzeitung Bunshun Online, dass Gotō ihren Mann mit einem alten Schulfreund betrügt. Ihr Ehemann verklagte ihren Liebhaber auf Schadensersatz von 3,3 Millionen Yen. Gerüchte, dass sich das Paar scheiden lassen wolle, wurden bisher nicht bestätigt.
Mari Yaguchi, aus der Zeit in Morning Musume mit Gotō befreundet, nennt sie „Die Kumi Kōda des Hello! Project“. Außerdem ist Maki selber sehr gut mit Kumi Kōda und ihrer Schwester Misono befreundet.

## Diskografie

### Studioalben
| Jahr | Titel | Höchstplatzierung, Gesamtwochen, AuszeichnungChartsChartplatzierungen (Jahr, Titel, Platzierungen, Wochen, Auszeichnungen, Anmerkungen) | Anmerkungen                                                                                |
| Jahr | Titel | JP | Anmerkungen                                                                                |
| ---- | --- | --- | ------------------------------------------------------------------------------------------ |
| 2003 | Makking Gold 1 (マッキング Gold ①)                                                                                              | JP4 Gold · (9 Wo.)JP | Erstveröffentlichung: 5. Februar 2003 Verkäufe JP: + 104.999                               |
| 2004 | 2 Paint It Gold (②ペイント イット ゴールド)                                                                                     | JP4 (5 Wo.)JP | Erstveröffentlichung: 28. Januar 2004 Verkäufe JP: + 52.040                                |
| 2005 | 3rd Station (3rd ステーション)                                                                                                  | JP11 (4 Wo.)JP | Erstveröffentlichung: 23. Februar 2005 Verkäufe JP: + 26.150                               |
| 2005 | Maki Goto Premium Best 1 (後藤真希 プレミアムベスト 1)                                                                          | JP10 (4 Wo.)JP | Erstveröffentlichung: 14. Dezember 2005 Verkäufe JP: + 32.356; Kompilation                 |
| 2007 | How to Use Sexy | JP18 (3 Wo.)JP | Erstveröffentlichung: 19. September 2007 Verkäufe JP: + 14.996                             |
| 2009 | Sweet Black | JP26 (3 Wo.)JP | Erstveröffentlichung: 16. September 2009 Verkäufe JP: + 7.019; Sweet Black feat. Maki Goto |
| 2010 | One | JP10 (4 Wo.)JP | Erstveröffentlichung: 28. Juli 2010 Verkäufe JP: + 14.445; EP                              |
| 2010 | Goto Maki Complete Best Album 2001–2007: Singles & Rare Tracks (後藤真希 Complete Best Album 2001–2007 ~Singles & Rare Tracks~) | JP74 (2 Wo.)JP | Erstveröffentlichung: 22. September 2010 Verkäufe JP: + 2.357; Kompilation                 |
| 2011 | Gloria | JP12 (3 Wo.)JP | Erstveröffentlichung: 12. Januar 2011 Verkäufe JP: + 7.166; EP                             |
| 2011 | Love | JP17 (3 Wo.)JP | Erstveröffentlichung: 4. Mai 2011 Verkäufe JP: + 4.630; EP                                 |
| 2011 | Ai Kotoba: Voice (愛言葉) Voice                                                                                                 | JP8 (3 Wo.)JP | Erstveröffentlichung: 2. November 2011 Verkäufe JP: + 7.213                                |
| 2022 | Songs of You and Me! | — | Erstveröffentlichung: 2. November 2022                                                     |
| 2024 | Prayer | JP45 (4 Wo.)JP | Erstveröffentlichung: 4. September 2024 Verkäufe JP: + 2.357; EP                           |

### Singles
| Jahr | Titel Album                                                                               | Höchstplatzierung, Gesamtwochen, AuszeichnungChartsChartplatzierungen (Jahr, Titel, Album, Platzierungen, Wochen, Auszeichnungen, Anmerkungen) | Anmerkungen                                                     |
| Jahr | Titel Album                                                                               | JP | Anmerkungen                                                     |
| ---- | ----------------------------------------------------------------------------------------- | --- | --------------------------------------------------------------- |
| 2001 | Ai no Bakayarō (愛のバカやろう) Makking Gold 1                                            | JP1 Platin · (9 Wo.)JP | Erstveröffentlichung: 28. März 2001 Verkäufe JP: + 434.790      |
| 2001 | Afurechau… Be in Love (溢れちゃう...) Be in Love Makking Gold 1                           | JP2 Gold · (8 Wo.)JP | Erstveröffentlichung: 19. September 2001 Verkäufe JP: + 210.360 |
| 2002 | Te wo Nigitte Arukitai (手を握って歩きたい) Makking Gold 1                                | JP3 Gold · (6 Wo.)JP | Erstveröffentlichung: 9. Mai 2002 Verkäufe JP: + 104.630        |
| 2002 | Yaruki! It’s Easy (やる気!) It’s Easy Makking Gold 1                                      | JP2 (7 Wo.)JP | Erstveröffentlichung: 21. August 2002 Verkäufe JP: + 113.260    |
| 2002 | Sans Toi m’Amie / Kimi to Itsumademo (サン・トワ・マミー) –                               | JP6 Gold · (8 Wo.)JP | Erstveröffentlichung: 18. Dezember 2002 Verkäufe JP: + 58.644   |
| 2003 | Uwasa no Sexy Guy (うわさの) Sexy Guy 2 Paint It Gold                                     | JP6 (9 Wo.)JP | Erstveröffentlichung: 19. März 2003 Verkäufe JP: + 61.424       |
| 2003 | Scramble (スクランブル) 2 Paint It Gold                                                   | JP5 (5 Wo.)JP | Erstveröffentlichung: 18. Juni 2003 Verkäufe JP: + 46.181       |
| 2003 | Daite yo! Please Go On (抱いてよ!) Please Go On 2 Paint It Gold                           | JP4 (6 Wo.)JP | Erstveröffentlichung: 27. August 2003 Verkäufe JP: + 58.501     |
| 2003 | Genshoku Gal Hade ni Ikube! (原色 Gal 派手に行くべ!) 2 Paint It Gold                      | JP3 (8 Wo.)JP | Erstveröffentlichung: 27. November 2003 Verkäufe JP: + 45.494   |
| 2004 | Sayonara no Love Song (サヨナラの) Love Song 3rd Station                                  | JP5 (5 Wo.)JP | Erstveröffentlichung: 17. März 2004 Verkäufe JP: + 35.126       |
| 2004 | Yokohama Shinkirō (横浜蜃気楼) 3rd Station                                                | JP8 (4 Wo.)JP | Erstveröffentlichung: 7. Juli 2004 Verkäufe JP: + 30.984        |
| 2004 | Sayonara: Tomodachi ni wa Naritakunai no (さよなら「友達にはなりたくないの」) 3rd Station | JP9 (4 Wo.)JP | Erstveröffentlichung: 17. November 2004 Verkäufe JP: + 29.004   |
| 2005 | Suppin to Namida. (スッピンと涙.) Maki Goto Premium Best 1                                | JP9 (4 Wo.)JP | Erstveröffentlichung: 6. Juli 2005 Verkäufe JP: + 20.709        |
| 2006 | Ima ni Kitto… In My Life (今にきっと...) In My Life –                                     | JP12 (4 Wo.)JP | Erstveröffentlichung: 25. Januar 2006 Verkäufe JP: + 21.409     |
| 2006 | Glass no Pumps (ガラスのパンプス) How to Use Sexy                                         | JP7 (4 Wo.)JP | Erstveröffentlichung: 7. Juni 2006 Verkäufe JP: + 27.907        |
| 2006 | Some Boys! Touch How to Use Sexy                                                          | JP5 (5 Wo.)JP | Erstveröffentlichung: 11. Oktober 2006 Verkäufe JP: + 29.459    |
| 2007 | Secret How to Use Sexy                                                                    | JP9 (4 Wo.)JP | Erstveröffentlichung: 11. April 2007 Verkäufe JP: + 14.861      |

### Videoalben
| Jahr | Titel                                                    | Höchstplatzierung, Gesamtwochen, AuszeichnungChartsChartplatzierungen (Jahr, Titel, Platzierungen, Wochen, Auszeichnungen, Anmerkungen) | Anmerkungen                                                   |
| Jahr | Titel                                                    | JP | Anmerkungen                                                   |
| ---- | -------------------------------------------------------- | --- | ------------------------------------------------------------- |
| 2003 | Ken & Mary no Merikenko On Stage! Original Cast Ban      | JP10 (3 Wo.)JP | Erstveröffentlichung: 5. März 2003 Verkäufe JP: + 3.605       |
| 2003 | Maki Goto First Concert Tour 2003 Haru: Go! Makking Gold | JP5 (9 Wo.)JP | Erstveröffentlichung: 24. Juli 2003 Verkäufe JP: + 12.290     |
| 2003 | Maki Goto Single V Clips 1                               | JP2 (8 Wo.)JP | Erstveröffentlichung: 10. Dezember 2003 Verkäufe JP: + 13.692 |
| 2004 | Maki Goto Concert Tour 2003 Aki: Sexy! Makking Gold      | JP8 (8 Wo.)JP | Erstveröffentlichung: 25. Februar 2004 Verkäufe JP: + 8.836   |
| 2004 | Alo Hello! Goto Maki DVD                                 | JP8 (6 Wo.)JP | Erstveröffentlichung: 4. August 2004 Verkäufe JP: + 5.542     |
| 2004 | Maki Goto Concert Tour 2004 Haru: Makkin-iro ni Nucchae! | JP9 (5 Wo.)JP | Erstveröffentlichung: 15. September 2004 Verkäufe JP: + 7.134 |
| 2005 | Maki Goto Concert Tour 2004 Aki: Aa Maki no Shirabe      | JP8 (4 Wo.)JP | Erstveröffentlichung: 26. Januar 2005 Verkäufe JP: + 6.263    |
| 2006 | Goto Maki Concert Tour 2005 Aki: Hatachi                 | JP6 (4 Wo.)JP | Erstveröffentlichung: 18. Januar 2006 Verkäufe JP: + 4.176    |
| 2006 | Hello Pro Party! 2006: Maki Goto Captain Kōen            | JP10 (4 Wo.)JP | Erstveröffentlichung: 5. Juli 2006 Verkäufe JP: + 6.687       |
| 2006 | Maki Goto Secret Live at Studio Coast: 2                 | JP10 (4 Wo.)JP | Erstveröffentlichung: 11. Oktober 2006 Verkäufe JP: + 3.960   |
| 2007 | Maki Goto Live Tour 2006: G Emotion: 3                   | JP16 (4 Wo.)JP | Erstveröffentlichung: 21. Februar 2007 Verkäufe JP: + 3.019   |
| 2007 | Hello☆Pro On Stage! 2007: Rock Desu yo!                  | JP29 (3 Wo.)JP | Erstveröffentlichung: 25. April 2007 Verkäufe JP: + 1.845     |
| 2007 | Maki Goto Live Tour 2007 G-Emotion II: How to Use Sexy   | JP22 (3 Wo.)JP | Erstveröffentlichung: 28. November 2007 Verkäufe JP: + 1.965  |
| 2012 | G-Emotion Final: For You                                 | JP20 (2 Wo.)JP | Erstveröffentlichung: 7. März 2012 Verkäufe JP: + 3.019       |

## Diverse Produkte

### Essay Bücher
1. Maki Gotō Myself – September 2002
2. Maki Gotō Otakara Photo Book – Dezember 2002
3. 99 no Maki Gotō – 23. September 2003
4. Maki Gotō Seishun no Sokuseki – Dezember 2003
5. Maki Gotō Chronicle 1999–2004 – 7. April 2005

### Fotobücher
1. Maki Gotō – 6. November 2001
2. Maki – 21. März 2003
3. Pocket Morning Musume: Vol. 2 mit Natsumi Abe, Mari Yaguchi und Kaori Iida – September 2003
4. More Maki – 27. Juni 2003
5. Prism – 24. April 2004
6. Alo-Hello! Maki Gotō – 23. Juli 2004
7. Dear… – 26. April 2005
8. Foxy Fungo – 21. August 2006
9. Go to Natura… – 27. November 2011

## Filmografie

### Filme
1. Pinch Runner (originaler Titel: ピンチランナー) – 2000
2. Nama Tamago (originaler Titel: ナマタマゴ) – 2002
3. Seishun Bakachin Ryorijuku (originaler Titel: 青春ばかちん料理塾) – 2003
4. Koinu Dan no Monogatari (originaler Titel: 子犬ダンの物語) – 2003

### TV-Serien
1. Mariya (originaler Titel: マリア) – 2001
2. Yanpapa (originaler Titel: やんぱぱ) – 2002
3. Izu no Odoriko (originaler Titel: 伊豆の踊子) – 2002
4. R.P.G. – 2003
5. Yoshitsune (originaler Titel: 義経) – 2005
6. Matsumoto Seichō Special Yubi (originaler Titel: 松本清張スペシャル・指) – 2006

### Musicals
1. Ken & Mary no Merikenko on Stage! (originaler Titel: けん&メリーのメリケン粉オンステージ!) – 2003
2. Sayonara no Love Song (originaler Titel: サヨナラのLOVE SONG) – 2004
3. Gekidan Senior Graffiti Yokosuka Story (横須賀ストーリー) – 2007

### Radio
1. Young Town Dōyōbi (originaler Titel: ヤングタウン土曜日?) – 2003
2. Maki Goto no Makkinkin Radio (originaler Titel: 後藤真希のマッキンキンRADIO) – 2003 bis 2005
3. J-Wave (81.3 FM) „Sweet Black Girls“ (originaler Titel: 毎週月～木曜日 23:05~23:15 ※「PLATOn」内) – 2009